# Sylvie Chaperon
Pour les articles homonymes, voir Chaperon.
Sylvie Chaperon née en 1961, est une historienne française.
Elle est spécialiste d’histoire des femmes, du genre, et des origines de la sexologie. Ses recherches portent principalement sur l’histoire des mouvements de femmes, sur Simone de Beauvoir et sur l’histoire de la sexologie française. Elle est l'auteure de l'ouvrage Les années Beauvoir en 2000.

## Biographie
Issue d'une famille « traditionnelle, catholique, de droite et bourgeoise » (selon ses propres mots), Sylvie Chaperon découvre le féminisme au lycée. Elle s'inscrit en histoire à l'Université. Elle étudie la féminisation des IUT avec Jean Bouvier à Paris I, l’imaginaire de la différence des sexes dans la peinture du XVIIIe siècle avec Jean-Louis Flandrin à l'EHESS  et enfin à Jussieu avec Michelle Perrot les mouvements de femmes en France de 1945 à 1970. 
Agrégée d'histoire (1988), elle enseigne dans un lycée de Goussainville, pendant 7 ans. En 1993, elle est reçue au concours de l'Institut universitaire européen et bénéficie d'une bourse Lavoisier du ministère des Affaires étrangères. Elle est accueillie pendant trois ans à Florence, pour se consacrer à sa thèse sous la direction de Michelle Perrot, qu'elle avait commencée en 1989. Les années 1990 sont marquées par le début des recherches sur le genre et l'idée que le genre détermine le sexe et non l’inverse. Le sexe est simplement un marqueur de la division sociale. Le concept de genre désigne l’ensemble des pratiques sociales qui produisent la bicatégorisation et la hiérarchie sexuelles. C'est dans ce contexte que Sylvie Chaperon soutient en 1996 sa thèse de doctorat Le creux de la vague, féminisme et mouvement de femmes en France de 1945 à 1970. Elle démontre le rôle déterminant du Deuxième sexe de Simone de Beauvoir dans la renaissance et la redéfinition du féminisme en France. 
Depuis 2000, elle est professeure d'histoire contemporaine du genre à l’Université de Toulouse le Mirail. Elle est habilitée à diriger des recherches depuis 2007. Ses travaux de recherches, au sein du laboratoire FRAMESPA, portent sur l'histoire des femmes et l'histoire des sexualités. Pour le cinquantième anniversaire de la publication du Deuxième Sexe de Simone de Beauvoir, Sylvie Chaperon dirige les actes du colloque sur sa réception mondiale et son influence sur le féminisme. Ce colloque a lieu à La Sorbonne en 1999. Les actes publiés en 2002 regroupe 70 communications. Le Deuxième Sexe est une rupture. Trente ans après le plus tard, il ouvre la voie au concept de genre.
Elle anime avec Christelle Taraud, le séminaire « Approches historiques des sexualités », à Paris I et avec le groupe Olympe de Gouges, le séminaire Genre et Histoire, à l’université de Toulouse le Mirail. 
Sylvie Chaperon publie deux importants ouvrages, Les années Beauvoir, en 2000 et Les origines de la sexologie, en 2008.
En 2017, elle dirige avec Christine Bard la publication du Dictionnaire des féministes : France, XVIIIe – XXIe siècle.
En 2001, elle donne naissance, avec son conjoint Gaël Binot, à sa première fille Cléo Binot-Chaperon, puis en 2003 à Mia Binot-Chaperon[réf. nécessaire].

## Les années Beauvoir
En 2000 Sylvie Chaperon publie Les années Beauvoir. Cet ouvrage s'intéresse à l'histoire  des femmes et du féminisme de 1945 à 1970. 
Elle étudie les publications d'une douzaine d'associations qui œuvrent pour l'émancipation des femmes, au moment où la publication du Deuxième Sexe de Simone de Beauvoir fait scandale  (1949). La maîtrise des naissances marque les années de 1956 à 1970, avec le mouvement la  Maternité heureuse qui devient en 1960, le Mouvement Français pour le  Planning Familial. Ces questions sont portées dans la presse par des femmes  journalistes comme Ménie Grégoire ou Éliane Victor, des intellectuelles  comme Evelyne Sullerot, Madeleine Guilbert, des écrivaines comme Françoise  d'Eaubonne, Christiane Rochefort. En 1965, François Mitterrand candidat aux élections  présidentielles soutient le contrôle des naissances par la contraception et la réforme des régimes matrimoniaux.

## Les origines de la sexologie
En 2008, Sylvie Chaperon publie Les origines de la sexologie. Elle retrace l’histoire de la sexologie à partir de la seconde moitié du XIXe siècle. Ce mot n'apparaît que dans les années 1910. On parle de protosexologie pour le XIXe siècle. Entre l’histoire des sciences et l’histoire sociale, Sylvie Chaperon s’intéresse aux discours scientifiques sur la  sexualité et aux représentations des médecins sur la sexualité. Au XIXe siècle, les médecins français qui sont des hommes, s’intéressent davantage aux organes féminins qu’au désir des femmes. Ils voient dans le mariage une solution pour les femmes jugées déviantes sexuellement[pas clair]. Vers 1850, les médecins considèrent le coït hétérosexuel comme l'acte sexuel normal et naturel. Les autres pratiques sexuelles relèvent pour eux de la perversion. À la fin du XIXe siècle, les médecins envisagent la sexualité en dehors de la reproduction en termes de désirs et de plaisirs. L’homosexualité est considérée comme une inversion de genre, et non comme une orientation sexuelle. L'historienne souligne le rôle essentiel des médecins dans l'élaboration en France de la science de la sexualité. Au début du XXe siècle, l'intégration de la contraception et de l’homosexualité dans la sexologie s'opposent aux perspectives médicales.[pas clair] Cet ouvrage de référence a ouvert de nouvelles perspectives de recherches dans l’histoire des sexualités. 
Dans sa recension du livre, l'historienne Nicole Edelman écrit que Sylvie Chaperon explore un "champ nouveau de l’histoire".

## Publications

### Ouvrages
- Sylvie Chaperon, Les origines de la sexologie, 1850-1900, Paris, Payot, 2012, 351 p. (ISBN 978-2-228-90752-1)

- Sylvie Chaperon, Les années Beauvoir, 1945-1970, Paris, Fayard, 2000, 430 p. (ISBN 2-213-60542-4)

### Direction d'ouvrages
- Christine Bard et Syvie Chaperon, Dictionnaire des féministes : France, XVIIIe – XXIe siècle, Paris, Presses universitaires de France, 2017, 1700 p. (ISBN 978-2-13-078720-4)
- Régis Revenin, Sylvie Chaperon, Emmanuelle Rétaillaud-Bajac, Christelle Taraud, Éros parisien, Paris, Genre, sexualité & société, 2013 (lire en ligne)
- Sylvie Chaperon, Genre et expertise psychiatrique, Paris, Histoire, Médecine et Santé, 2013, 126 p.
- Sylvie Chaperon et Christelle Taraud, Homosexualités européennes, Paris, Cahiers d'histoire, 2012, 213 p.
- Sylvie Chaperon, Travail, pouvoir, justice : questions de genre, Toulouse, Cahiers de FRAMESPA, 2011, 200 p.
- Sylvie Chaperon, La médecine du sexe et les femmes : anthologies des perversions féminines au XIXe siècle, Paris, La Musardine, 2008, 198 p. (ISBN 978-2-84271-385-0)
- Christine Delphy et Sylvie Chaperon ; avec la collaboration de Kata et Edward Fullbrook, Actes du colloque "Cinquantenaire du Deuxième sexe", Paris, 19-23 janvier 1999, Paris, Syllepse, 2002, 523 p. (ISBN 2-913165-61-3)